# Saichania
Saichania („krásná“) byl býložravý, obrněný dinosaurus z čeledi Ankylosauridae. Žil v období svrchní křídy na území dnešního Mongolska (lokalita Chulsan v rámci geologického souvrství Nemegt). Tento rod popsala polská paleontoložka Teresa Maryańska v roce 1977 spolu s dalším ankylosauridem rodu Tarchia.

## Popis
Saichania dosahovala délky asi 5,2 až 7 metrů a hmotnosti kolem dvou tun. Jiné odhady udávají u tohoto druhu hmotnost pouze kolem 610, resp. 591 až 612 kg.
Celé zavalité tělo tohoto obrněného dinosaura bylo pokryto ostny a mohutným tělním pancířem. Na lebce byly dokonce objeveny stopy po adaptacích na život v pouštním klimatu (solná žláza u čenichu apod.). Brnění zřejmě tento ankylosaurid používal při obraně před velkými teropody, jako byl například Tarbosaurus.